# Monstret i garderoben
Monstret i garderoben (originaltitel The Boogeyman) är en novell av den amerikanske författaren Stephen King från 1978.

## Handling
Novellen handlar om en man som är hos en psykolog för att berätta om det fruktansvärda monstret i garderoben, som han påstod mördade hans barn.